# NGC 4437
NGC 4437 (NGC 4517) é uma galáxia espiral (Sc) localizada na direcção da constelação de Virgo. Possui uma declinação de +00° 06' 56" e uma ascensão recta de 12 horas, 32 minutos e 45,6 segundos.
A galáxia NGC 4437 foi descoberta em 22 de Fevereiro de 1784 por William Herschel.